# Spring (álbum de American Spring)
Spring (conocido fuera de los Estados Unidos y en subsecuentes reediciones como American Spring) es el primer y único álbum del dúo de pop estadounidense American Spring (entonces conocido como Spring) lanzado en julio de 1972. Mayormente ignorado en el momento de su lanzamiento, ahora se ha convertido en un valioso elemento de colección debido a la participación en su producción de Brian Wilson de The Beach Boys.

## Grabación
Spring fue grabado en gran medida en el estudio de Brian Wilson en Bel Air, California desde el 8 de octubre de 1971 hasta mayo de 1972, las sesiones fueron dirigidas por Stephen Desper. La canción "Good Time" fue extraída de archivos de versiones diferentes del álbum Sunflower  de los Beach Boys, y fue grabada el 7 de enero de 1970.
Stephen Desper y David Sandler supervisaron la mayor parte de la grabación del álbum. Declaraciones de Desper han estimado que Brian contribuyó en el álbum en torno a un 5%, pero Desper añadido "5% de Brian Wilson es igual al 100% de cualquier otra persona", señalando que el trabajo de Brian sería una contribución sustancial debido a su habilidad en el estudio. Marilyn Wilson, de American Spring, y exesposa de Brian Wilson, discrepó un tanto con Desper y dijo que Brian produjo "aproximadamente una cuarta parte" del álbum, una declaración con la que Diane Rovell estuvo de acuerdo.
Posiblemente las mínimas contribuciones de Brian Wilson en el álbum Carl and the Passions - "So Tough" de 1972 se debió a que Wilson estaba ocupado con la grabación y promoción de este álbum.

## Lista de canciones
- Lado A

| Side one |                          |                               |          |  |
| N.º      | Título                   | Escritor(es)                  | Duración |  |
| 1.       | «Tennessee Waltz»        | Pee Wee King, Redd Stewart    | 2:03     |  |
| 2.       | «Thinkin' Bout You Baby» | Brian Wilson, Mike Love       | 3:05     |  |
| 3.       | «Mama Said»              | Willie Denson, Luther Dixon   | 2:34     |  |
| 4.       | «Superstar»              | Bonnie Bramlett, Leon Russell | 3:31     |  |
| 5.       | «Awake»                  | Floyd Tucker                  | 3:24     |  |
| 6.       | «Sweet Mountain»         | Brian Wilson, David Sandler   | 4:13     |  |

- Lado B

| Side two |                                   |                               |          |  |
| N.º      | Título                            | Escritor(es)                  | Duración |  |
| 1.       | «Everybody»                       | Tommy Roe                     | 2:20     |  |
| 2.       | «This Whole World»                | Brian Wilson                  | 3:11     |  |
| 3.       | «Forever»                         | Dennis Wilson, Gregg Jakobson | 3:14     |  |
| 4.       | «Good Time»                       | Al Jardine, Brian Wilson      | 2:50     |  |
| 5.       | «Now That Everything's Been Said» | Carole King                   | 2:16     |  |
| 6.       | «Down Home»                       | Gerry Goffin, Carole King     | 2:44     |  |

- Canciones de la reedición de 1998

| N.º | Título             | Escritor(es)                              | Duración |  |
| 13. | «Shyin' Away»      | Diane Rovell/David Sandler/Marilyn Wilson | 2:10     |  |
| 14. | «Fallin' in Love»  | D. Wilson                                 | 2:37     |  |
| 15. | «It's Like Heaven» | Rovell/B. Wilson                          | 2:36     |  |
| 16. | «Had to Phone Ya»  | B. Wilson/Love/Rovell                     | 2:03     |  |

## Créditos
American Spring
- Diane Rovell – voz principal, armonías y coros
- Marilyn Wilson – voz principal, armonías y coros

Músicos adicionales y personal
- Keith Allison - bajo[8]
- Alan Beutler - cuernos[8]
- Larry Carlton - guitarra[8]
- David Cohen - guitarra[8]
- Stephen Desper – ingeniero de sonido
- John Guerin - batería[8]
- Igor Horoshefsky - violonchelo[8]
- Al Jardine – bajo
- Mike Love –  armonías y coros
- Ray Pohlman - bass[8]
- Jack Rieley – coros
- David Sandler – armonías y coros; teclados
- Brian Wilson – armonías y coros; piano, Órgano Baldwin, sintetizador ARP Odyssey, "everything"[8]
- Carl Wilson – armonías y coros; guitarra de doce cuerdas